# Ugo Ruggero II di Pallars Sobirà
Ugo Ruggero II di Pallars Sobirà (in spagnolo Hugo Rogelio, in catalano Hug Roger, in francese Hugues Roger; 1350 circa – 1416 circa) Conte di Pallars Sobirà dal 1369 alla sua morte.

## Origine
Ugo Ruggero, secondo Sort y comarca Noguera-Pallaresa, era il figlio terzogenito del Conte di Pallars Sobirà, Ugo Ruggero I e di Geralda de Cruïlles, figlia di don Onofrio de Cruïlles, ammiraglio d'Aragona.

Ugo Ruggero I di Pallars Sobirà, ancora secondo Sort y comarca Noguera-Pallaresa, era il figlio primogenito del barone di Mataplana e Conte di Pallars Sobirà, Raimondo Ruggero II e Sibilla di Berga, discendente dei visconti di Cardona.

## Biografia
Suo padre, Ugo Ruggero I, era stato sostenitore della casa reale e fu impegnato nella difesa del regno aragonese dagli attacchi castigliani condotti dal re Pietro I il Crudele, sia nel 1357 che nel 1363.
Suo padre, Ugo Ruggero I morì nel 1366 circa e gli succedette suo fratello primogenito, Arnaldo Ruggero, come Arnaldo Ruggero III.
Suo fratello, Arnaldo Ruggero III, governò per circa tre anni, morì senza discendenza e Ugo Ruggero gli succedette, come Ugo Ruggero II.
Coetaneo dell'erede al trono della corona d'Aragona, Giovanni il Cacciatore, Ugo Ruggero II ne divenne consigliere, e, dopo l'ascesa al trono, nel 1387, fu un suo stretto collaboratore.

Alla morte del re, Pietro IV il Cerimonioso, la vedova, Sibilla di Fortià, fuggì dalla corte e Ugo Ruggero II, fu tra coloro che la aiutarono e la assistettero.
Tra il 1389 ed il 1390, il Conte di Rodez, d'Armagnac e di Fezensac, Giovanni III avanzò delle pretese sul Regno di Maiorca, a nome di Elisabetta di Maiorca, regina titolare del regno, che gli aveva ceduto i diritti che tentò un'invasione dell'Aragona, contrastata anche da Ugo Ruggero II; ma alla fine Giovanni III fu sconfitto dalle truppe aragonesi di Giovanni il Cacciatore, re d'Aragona, in una battaglia combattuta nei pressi di Navata.
Giovanni I il cacciatore, morì il 19 maggio 1396, improvvisamente, per una caduta da cavallo, e siccome al momento della sua morte, senza eredi maschi, gli erano sopravvissute solo due figlie, come re d'Aragona, gli succedette il suo fratello minore don Martin, salito al trono come Martino I l'Umanista; ma il nipote di sua moglie, Bianca di Castelbon, il Visconte di Castelbon, signore di Moncada, conte di Foix e visconte di Béarn, Matteo di Foix-Béarn, in quanto marito della figlia primogenita di Giovanni I, Giovanna, reclamò il trono, in base ad un accordo, approvato dal re Pietro IV d'Aragona e invase l'Aragona, ma fu fermato e respinto dalle truppe aragonesi di cui faceva parte anche lo zio, Ugo Ruggero II.
Alla morte di Martino I l'Umanista, nel 1410, senza discendenza legittima, seguì un periodo di incertezza, detto "l'interregno", che durò due anni e che, essendo l'opinione pubblica molto divisa tra i cinque pretendenti, portò l'Aragona sull'orlo della guerra civile; Ugo Ruggero II appoggiò Luigi III d'Angiò, duca di Calabria, nipote, attraverso sua madre, Iolanda di Aragona, di Giovanni I di Aragona.
Le Cortes di Catalogna, di Valencia e d'Aragona decisero per un arbitrato, nominarono tre rappresentanti per regno, trascurando però di invitare i rappresentanti di Maiorca, Sicilia e Sardegna: i nove delegati scelsero tra i cinque pretendenti e, col Compromesso di Caspe, del 1412, decisero che sarebbe stato sovrano della corona d'Aragona e re di Sicilia Ferdinando el de Antequera, infante del castigliano casato di Trastámara.

Giacomo II di Urgell non riconobbe la decisione di Caspe, anzi, ottenuto l'aiuto degli Inglesi, dei guasconi e dei Navarresi, tra il 1412 ed il 1413, diede inizio ad una guerra civile, in cui Ugo Ruggero II si schierò con Ferdinando contro Giacomo II.
Ugo Ruggero II morì nel 1416 circa e gli succedette il figlio primogenito, Ruggero Bernardo, come Ruggero Bernardo I.

## Matrimoni e discendenza
Ugo Ruggero II aveva sposato Bianca di Castelbon, figlia del Visconte di Castelbon e signore di Moncada, Ruggero Bernardo I di Castelbon e di Costanza de Luna Signora di Segorbe, Paterna, La Puebla de Vallbona, El Alton Mijares, come conferma Pierre de Guibours, detto Père Anselme de Sainte-Marie o più brevemente Père Anselme. 

Ugo Ruggero II da Bianca ebbe sei figli:
- Ruggero Bernardo († 1424 circa), Conte di Pallars Sobirà[6].
- Artaldo
- Arnaldo Ruggero
- Eleonora
- Violante
- Sibilla.

Rimasto vedovo all'inizio del nuovo secolo, nel 1406, Ugo Ruggero II si sposò, in seconde nozze con Violante d’Orcau, di cui non si conoscono gli ascendenti.

Ugo Ruggero II da Violante ebbe una figlia.